# Dorjulopirata
Dorjulopirata là một chi nhện trong họ Lycosidae.